# Bezirk Śniatyn

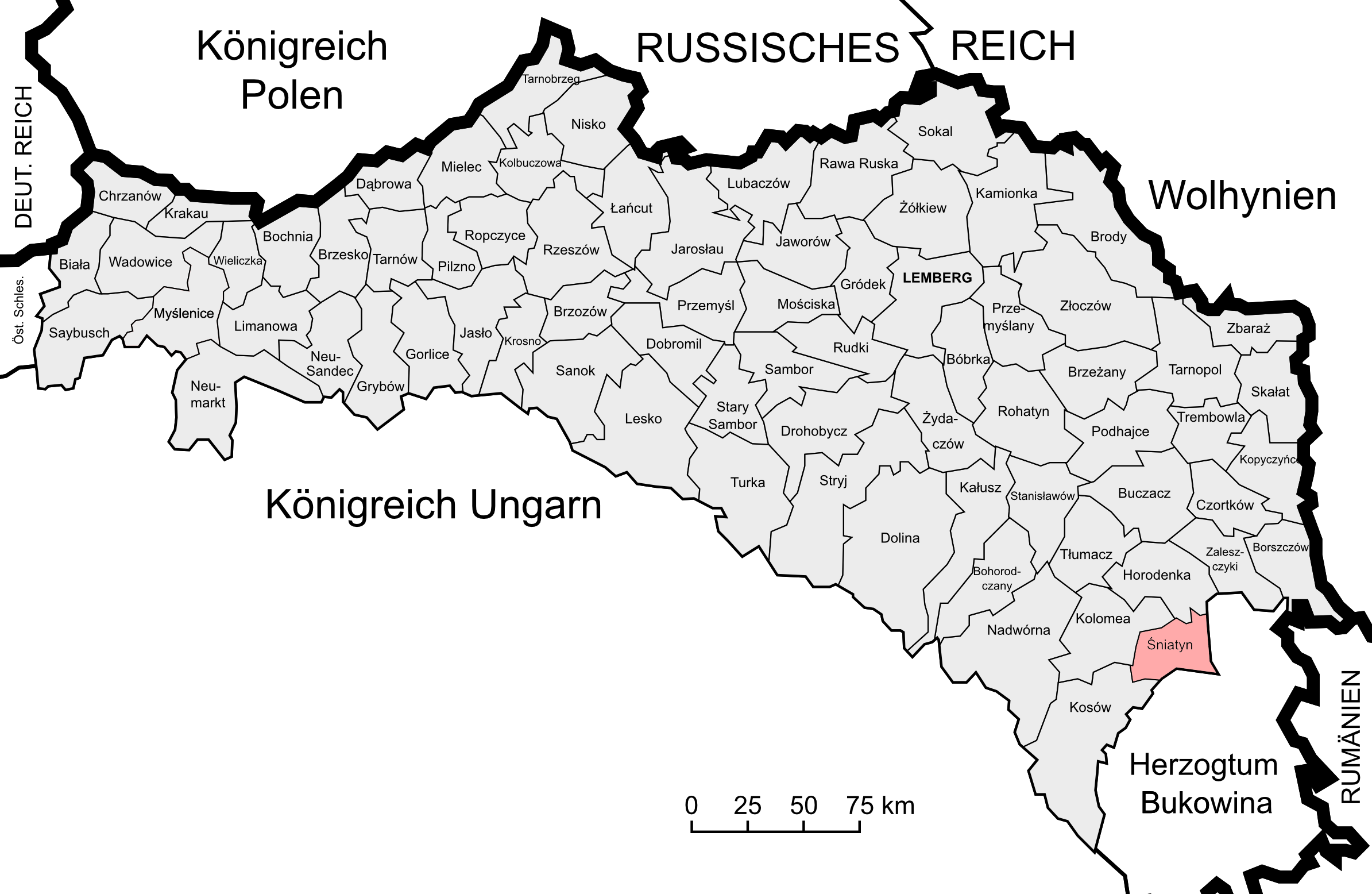
Lage des Bezirks Śniatyn im Kronland Galizien und Lodomerien

Der Bezirk Śniatyn war ein politischer Bezirk im Kronland Galizien und Lodomerien von Österreich-Ungarn. Sein Gebiet umfasste Teile Ostgaliziens in der heutigen Westukraine (Oblast Iwano-Frankiwsk, Rajon Snjatyn und Rajon Kossiw), Sitz der Bezirkshauptmannschaft war die Stadt Śniatyn. Nach dem Ersten Weltkrieg musste Österreich den gesamten Bezirk an Polen abtreten.
Er grenzte im Norden an den Bezirk Horodenka, im Osten und Süden an das österreichische Kronland Bukowina, im Südwesten an den Bezirk Kosów sowie im Nordwesten an den Bezirk Kolomea.

## Geschichte
Nachdem die Kreisämter Ende Oktober 1865 abgeschafft wurden und deren Kompetenzen auf die Bezirksämter übergingen, schuf man nach dem Österreichisch-Ungarischen Ausgleich 1867 auch die Einteilung des Landes in zwei Verwaltungsgebiete ab. Zudem kam es im Zuge der Trennung der politischen von der judikativen Verwaltung zur Schaffung von getrennten Verwaltungs- und Justizbehörden. Während die gerichtliche Einteilung weitgehend unberührt blieb, fasste man Gemeinden mehrerer Gerichtsbezirke zu Verwaltungsbezirken zusammen.
Der neue politische Bezirk Śniatyn wurde aus folgenden Bezirken gebildet:
- Bezirk Śniatyn (mit 23 Gemeinden)
- Bezirk Zabłotów (mit 16 Gemeinden)
- Teilen des Bezirks Gwoździec (Gemeinde Krasnostawce)

Der Bezirk Śniatyn bestand bei der Volkszählung 1910 aus 42 Gemeinden sowie 37 Gutsgebieten und umfasste eine Fläche von 604 km². Hatte die Bevölkerung 1900 noch 84.360 Menschen umfasst, so lebten hier 1910 88.706 Menschen. Auf dem Gebiet lebten dabei mehrheitlich Menschen mit ruthenischer Umgangssprache (80 %) und griechisch-katholischem Glauben, Juden machten rund 12 % der Bevölkerung aus.

## Ortschaften
Auf dem Gebiet des Bezirks bestanden 1910 Bezirksgerichte in Śniatyn und Zabłotów, diesen waren folgende Orte zugeordnet:
Gerichtsbezirk Śniatyn:
- Albinówka
- Bełełuja
- Budyłów
- Drahasymów
- Hańkowce
- Karłów
- Kniaże
- Krasnostawce
- Kułaczyn
- Lubkowce
- Mikulińce
- Orelec
- Podwysoka
- Potoczek
- Rusów
- Stadt Śniatyn
- Stecowa bestehend aus den Ortsteilen Rudolfsdorf und Stecowa
- Tuława
- Uście nad Prutem
- Widynów
- Wołczkowce
- Zadubrowce
- Załucze nad Czeremoszem
- Zawale

Gerichtsbezirk Zabłotów:
- Borszczów
- Chlebiczyn Polny
- Demycze
- Dżurów
- Ilińce
- Kielichów
- Nowosielica
- Oleszków
- Popielniki
- Rożnów
- Rudniki
- Trójca
- Trościaniec
- Tuczapy
- Tułuków
- Markt Zabłotów
- Zebranówka